# Commutador multicapa
Un commutador multicapa (MLS) és un dispositiu de xarxa informàtica que activa la capa OSI 2 com un commutador de xarxa normal i proporciona funcions addicionals a les capes OSI superiors. L'MLS va ser inventat pels enginyers de Digital Equipment Corporation.
Les tecnologies de commutació són crucials per al disseny de la xarxa, ja que permeten que el trànsit s'enviï només on es necessita en la majoria dels casos, utilitzant mètodes ràpids basats en maquinari. La commutació utilitza diferents tipus de commutadors de xarxa. Un commutador estàndard es coneix com a commutador de capa 2 i es troba habitualment a gairebé qualsevol LAN. Els commutadors de capa 3 o de capa 4 requereixen tecnologia avançada (vegeu commutador gestionat) i són més cars i, per tant, només es troben en LANs més grans o en entorns de xarxa especials.

## Commutador multicapa
La commutació multicapa combina tecnologies de commutació de capa 2, -3 i -4 i proporciona escalabilitat d'alta velocitat amb baixa latència. La commutació multicapa pot moure el trànsit a la velocitat del cable i també proporcionar un enrutament de capa 3. No hi ha cap diferència de rendiment entre el reenviament a diferents capes perquè l'encaminament i la commutació es basen en maquinari – Les decisions d'encaminament es prenen mitjançant circuits integrats específics d'aplicació (ASIC) especialitzats amb l'ajuda de la memòria adreçable al contingut.
La commutació multicapa pot prendre decisions d'encaminament i commutació en funció del següent
- Adreça MAC en una trama d'enllaç de dades.
- Camp de protocol a la trama d'enllaç de dades.
- Adreça IP a la capçalera de la capa de xarxa.
- Camp de protocol a la capçalera de la capa de xarxa.
- Números de port a la capçalera de la capa de transport.

Els MLS implementen QoS al maquinari. Un commutador multicapa pot prioritzar els paquets pel punt de codi de serveis diferenciats de 6 bits (DSCP). Aquests 6 bits es van utilitzar originalment per al tipus de servei. Els 4 mapes següents normalment estan disponibles en un MLS:
- De la capa OSI 2, 3 o 4 a IP DSCP (per a paquets IP) o IEEE 802.1p
- De IEEE 802.1p a IP DSCP
- Des d'IP DSCP a IEEE 802.1p
- De la VLAN IEEE 802.1p a la cua de sortida del port.

Els MLS també poden encaminar el trànsit IP entre VLAN com un encaminador comú. L'encaminament és normalment tan ràpid com el canvi (a la velocitat del cable).

## Commutat de capa 2
La commutació de capa 2 utilitza l'adreça MAC de les targetes d'interfície de xarxa (NIC) de l'amfitrió per decidir on reenviar trames. La commutació de capa 2 es basa en maquinari, el que significa que els commutadors utilitzen ASIC per crear i mantenir la base d'informació de reenviament i per realitzar el reenviament de paquets a la velocitat del cable. Una manera de pensar en un commutador de capa 2 és com un pont multiport.

## Commutat de capa 3
Un commutador de capa 3 pot realitzar algunes o totes les funcions que normalment realitza un encaminador. La majoria dels commutadors de xarxa, però, es limiten a donar suport a un únic tipus de xarxa física, normalment Ethernet, mentre que un encaminador pot suportar diferents tipus de xarxes físiques en diferents ports.

## Commutat de capa 4
La commutació de capa 4 significa tecnologia de commutació de capa 3 basada en maquinari que també pot considerar el tipus de trànsit de xarxa (per exemple, distingint entre UDP i TCP). La commutació de capa 4 proporciona una inspecció addicional de datagrames llegint els números de port que es troben a la capçalera de la capa de transport per prendre decisions d'encaminament (és a dir, els ports utilitzats per HTTP, FTP i VoIP). Aquests números de port es troben a RFC 1700 i fan referència al protocol, al programa o a l'aplicació de la capa superior.

## Commutador de capa 4-7, canvi web o canvi de contingut
Alguns commutadors poden utilitzar informació de paquets fins a la capa 7 OSI; aquests es poden anomenar commutadors de capa 4-7, content switches ,content services switches, commutadors web o commutadors d'aplicacions.
Els commutadors de contingut s'utilitzen normalment per equilibrar la càrrega entre grups de servidors. L'equilibri de càrrega es pot realitzar en HTTP, HTTPS, VPN o qualsevol trànsit TCP/IP mitjançant un port específic. L'equilibri de càrrega sovint implica la traducció d'adreces de xarxa de destinació, de manera que el client del servei d'equilibri de càrrega no és totalment conscient de quin servidor gestiona les seves sol·licituds. Alguns commutadors de capa 4-7 poden realitzar la traducció d'adreces de xarxa (NAT) a la velocitat del cable. Els commutadors de contingut sovint es poden utilitzar per realitzar operacions estàndard com ara el xifratge i el desxifrat SSL per reduir la càrrega dels servidors que reben el trànsit o per centralitzar la gestió de certificats digitals. La commutació de capa 7 és una tecnologia que s'utilitza en una xarxa de lliurament de contingut (CDN).

## Capa 7
Els commutadors de capa 7 poden distribuir la càrrega en funció de localitzadors de recursos uniformes (URL) o utilitzant alguna tècnica específica de la instal·lació per reconèixer les transaccions a nivell d'aplicació. Un commutador de capa 7 pot incloure una memòria cau web i participar en un CDN.